# Pristiphora concolor
Pristiphora concolor är en stekelart som först beskrevs av Lindqvist 1952.  Pristiphora concolor ingår i släktet Pristiphora, och familjen bladsteklar. Arten är reproducerande i Sverige.